# Chase River
Chase River är ett vattendrag i Kanada.   Det ligger i provinsen British Columbia, i den sydvästra delen av landet, 3 600 km väster om huvudstaden Ottawa.
I omgivningarna runt Chase River växer i huvudsak blandskog. Runt Chase River är det glesbefolkat, med 15 invånare per kvadratkilometer.